# 1453
Năm 1453 là một năm trong lịch Julius.

## Sự kiện
Tháng 5
Ngày 29/5: Sự thất thủ của Constantinopolis thủ đô của Đế quốc Đông La Mã sau 2 tháng thủ thành trước quân Đế quốc Ottoman, chấm dứt hơn 1000 năm lịch sử của Đế quốc Đông La Mã